# Slanské sedlo
Slanské sedlo (1234 m) – przełęcz w Górach Stolickich (Stolické vrchy) na Słowacji. Znajduje się pomiędzy najwyższym szczytem tych gór – Stolicą (1477 m) a szczytem Kyprov (1391 m). Na zachodnich stokach przełęczy wypływa potok Ráztoka, wschodnie opadają do Slańskiej Doliny (Slanská dolina), w której płynie źródłowy ciek rzeki Slana.
Rejon przełęczy Slanské sedlo porasta las. Na przełęczy tej krzyżują się 2 szlaki turystyczne.

## Szlaki turystyczne
Muránska Huta – przełęcz Javorinka – Šumiacka priehyba – Severná lúka – Chata Janka – Slanské sedlo – Harová – Stolica. Odległość 8,8 km, suma podejść 583 m, suma zejść 52 m, czas przejścia 2,50 h.
  Čierna Lehota – Faltenovo – Harová – Stolica – Slanské sedlo. Odległość 13,1 km, suma podejść 1096 m, suma zejść 266 m, czas przejścia 4,25 h
   Slanské sedlo – Kyprov – Priehybka (Telgártska) – Pod Trsteníkom – Pred Čuntavou (skrzyżowanie ze szlakiem czerwonym). Odległość 10,2 km, suma podejść 350 m, suma zejść 430 m, czas przejścia 2,50 h.